# Bernardia hassleriana
Bernardia hassleriana är en törelväxtart som beskrevs av Robert Hippolyte Chodat. Bernardia hassleriana ingår i släktet Bernardia och familjen törelväxter.
Artens utbredningsområde är Paraguay. Inga underarter finns listade i Catalogue of Life.